# Parasabella langerhansi
Parasabella langerhansi är en ringmaskart som först beskrevs av Knight-Jones 1983.  I den svenska databasen Dyntaxa används istället namnet Demonax langerhansi. Enligt Catalogue of Life ingår Parasabella langerhansi i släktet Parasabella och familjen Sabellidae, men enligt Dyntaxa är tillhörigheten istället släktet Parasabella och familjen Sabellariidae. Arten har ej påträffats i Sverige. Inga underarter finns listade i Catalogue of Life.